# Höllenthal
Höllenthal ist ein Gemeindeteil der Stadt Lichtenberg im Landkreis Hof (Oberfranken, Bayern). Höllenthal liegt in der Gemarkung Lichtenberg.

## Geografie
Die Einöde liegt im tief eingeschnittenen Tal der Selbitz und ist allseits von Waldgebieten umgeben. Der Ort liegt inmitten Naturschutzgebietes Höllental. Ein Wirtschaftsweg führt entlang der Selbitz nach Selbitzmühle zur Staatsstraße 2196 (0,8 km südöstlich) bzw. nach Hölle zur Staatsstraße 2198 (2,1 km südlich).

## Geschichte
Höllenthal wurde Ende des 19. Jahrhunderts auf dem Gemeindegebiet von Lichtenberg gegründet.

### Baudenkmäler
- Ehemalige Eisenbahnbrücke der Höllentalbahn[7]

### Einwohnerentwicklung
| Jahr      | 1900  | 1925   | 1950   | 1961   | 1970   | 1987  |
| Einwohner | 3     | 3      | 18     | 2      | 5      | 4     |
| Häuser    | 1     | 1      | 1      | 1      |        | 1     |
| Quelle    | [ 9 ] | [ 10 ] | [ 11 ] | [ 12 ] | [ 13 ] | [ 1 ] |

## Religion
Höllenthal ist evangelisch-lutherisch geprägt und bis heute nach St. Johannes (Lichtenberg) gepfarrt.